# Hammerabates trisetosus
Hammerabates trisetosus är en kvalsterart som beskrevs av Balogh 1970. Hammerabates trisetosus ingår i släktet Hammerabates och familjen Scheloribatidae. Inga underarter finns listade i Catalogue of Life.